# 同級生リメイク
『同級生リメイク』は、2021年2月26日にFANZA GAMESから発売されたアダルトゲームであり、『同級生』（以下、オリジナル版）のリメイクに当たる。
2022年4月15日、Steamにて『同級生リメイク』の全年齢移植版が発売された。音声は日本語対応するもインターフェイスは対応なし。
2024年4月18日には、EXNOAのブランドDG REMAKEより『同級生リメイクCSver』がPlayStation 4/Nintendo Switch向けに発売された。またNintendo Switch版限定で、登場人物の田中美沙の描き下ろしイラストを使用したタペストリーや田中美沙を立体で再現した3Dクリスタル、ビジュアルファンブック、アクリルスタンド、主題歌CDが付属した「『同級生リメイクCSver』ファミ通DXパック」も同日発売された。

## システム
本作には、オリジナル版のシステムをもとにした「クラシックモード」に加え、選択肢による好感度の上下を可視化するなどして遊びやすくした「イージーモード」や、シーン鑑賞モードなどが追加されており、ヒロインの音声もフルボイス化されている。また、豪華版にはWindows 8.1/10に対応した初代『同級生』が収録されている。

## 物語
本作は、主人公がナンパに明け暮れる中でヒロインたちと出会い、結ばれる様子を描いている。主人公は先負学園に通っているという設定であり、作中においては学園生活最後の夏休みの後半とされている。

### 登場人物
本作に登場する14人のヒロインは、タイトル通り「同級生」に当てはまる者もいれば、社会人など「同級生」ではない者もいる。また、ヒロイン以外にもサブキャラクターが登場する。
桜木 舞（さくらぎ まい）は良家の令嬢であり、しとやかに見えて内に熱いものを秘めている。田中 美沙（たなか みさ）は気が強く、主人公とは喧嘩友達という間柄にある。また、努力家ではあるが、空回りすることも多い。黒川 さとみ（くろかわ さとみ）は主人公の幼馴染であり、相談しやすい間柄ではあるが、主人公に話せない悩みを抱えている。鈴木 美穂（すずき みほ）は美沙の友人で、放送部に所属している。主人公のことが気になるが、内気な性格故に近づけずにいる。仁科 くるみ（にしな くるみ）は、主人公の友人坂上 一哉の恋人であり、主人公とも面識がある。清らかな交際を望んでいることを一哉に理解されず、思い悩んでいる。
学生ではないヒロインのうち、斎藤 真子（さいとう まこ）は先負学園の養護教諭であり、主人公がその美貌を気に入ったことからナンパのターゲットにされる。芹沢 よしこ（せりざわ よしこ）は主人公の担任教諭であり、責任感に欠ける主人公の姿勢に翻弄されている。
薬剤師の斎藤 亜子（さいとう あこ）は、姉・真子に対するコンプレックスから控えめで警戒心が強いものの、実際は子供っぽい性格である。草薙 やよい（くさなぎ やよい）は主人公が住む先負町の病院に勤務する看護師である。田町 ひろみ（たまち ひろみ）は、主人公の自宅そばの会社に勤務する事務員で、以前からうわさで聞いていた主人公に興味を持っている。真行司 麗子（しんぎょうじ れいこ）は主人公の隣家に住む主婦である。正樹 夏子（まさき なつこ）はブティックでアルバイトをしている専門学校生であり、主人公は友人を通じて彼女と知り合う。佐久間 ちはる（さくま ちはる）と成瀬 かおり（なるせ かおり）は、いずれもたまたま主人公がナンパ目的で声をかけた女性である。

## 制作

### スタッフ・キャスト
| 役名         | 声優名       |
| ------------ | ------------ |
| 桜木舞       | 橘まお       |
| 田中美沙     | 猫村ゆき     |
| 黒川さとみ   | 蒼乃むすび   |
| 鈴木美穂     | 小波すず     |
| 仁科くるみ   | 北大路ゆき   |
| 斎藤亜子     | 柚原みう     |
| 斎藤真子     | 風音         |
| 佐久間ちはる | 藤崎紗矢香   |
| 成瀬かおり   | 水野七海     |
| 草薙やよい   | 手塚りょうこ |
| 田町ひろみ   | 白月かなめ   |
| 正樹夏子     | 歩サラ       |
| 芹沢よしこ   | 夏峰いろは   |
| 真行司麗子   | 御苑生メイ   |
| 坂上一哉     | 谷根千       |
| 間太郎       | 野☆球        |
| 相原健二     | やじまのぼる |
| 冬彦         | 古河徹人     |

本作はシルキーズプラス協力のもと、FANZA GAMESが開発した。プロデューサーはFANZA GAMESのヤスこと松田泰明が務め、原画はすめらぎ琥珀が担当した。
本作のキャストは右表のとおり。なお、本作のキャストは『同級生リメイクCSver』およびOVA作品（後述）にも引き続き出演している。
仁科くるみ役には北大路ゆきが起用された。北大路はげっちゅブログ内の連載コラムの中で、Twitterでのトレンド入りや、別作品の収録の際に本作がきっかけで話しかけられたことで、歴史ある作品に参加させていただいたという気持ちで震えたと振り返っている。物語前半におけるくるみは恋人の一哉との関係に悩んでいたことを踏まえ、北大路はネガティブな気持ちで気内側にぐっと抑えるイメージで演じていた。北大路は自分の声が暗めであることへの自覚から暗くなりすぎないように注意を払ったとコラムの中で振り返っており、吹っ切れた後はすごく甘えた演技をできて楽しかったという。また、くるみはおとなしい見た目に反して小悪魔なところもあるため、少しだけあざとさをのぞかせる感じを意識したとも北大路は話している。ヤスはげっちゅブログの連載コラムに寄せたコメントの中で、おっとりしていてかわいらしい雰囲気を保ちつつも、少し幼さを残した話し方がぴったりでぐっと来たと話しており、北大路への感謝を述べている。
田町ひろみ役の白月かなめはアダルトゲームに詳しくなかったデビュー前の自分でも知っていた作品だったため、気合が入ったと話している。また、人気作であるがゆえにプレッシャーもあったが、収録スタッフやメーカーの担当者が顔見知りだったため、いつも通り演技すればよいという気持ちになったと2024年のインタビューの中で振り返っている。また、出演者にも自分の知っている者が多数いたこともプレッシャーに負けない心強さになったという。

### 開発
ヤスはもともと本作のファンであり、エルフの『この世の果てで恋を唄う少女YU-NO』がリメイクされたことが本作のリメイクのきっかけの一つとなったと、BugBugによるインタビューの中で述べている。また、ヤスは現在のユーザーにも美少女ゲームの古典である本作を遊んでほしいという気持ちが強かったと同時に、システム面を変更する必要性からオリジナル版を現行OSに対応させるではなくリメイクを選んだとも述べている。一方、ヤスは大元が大作だったゆえに物量が多くて開発期間が長くなってしまったと、美少女ゲーム専門のニュースサイト・E-ROADとのインタビューの中で振り返っている。
シナリオはWindows版をベースとしており、2020年時点の倫理的に問題がある部分のみの調整にとどめられている。シナリオを改変すると登場人物の言動に疑問や矛盾が生じてしまうおそれがあることから、ヤスはシナリオをそのまま使いたいと考えており、それに合わせようと世界観も1990年代を基準とした。前述の問題上どうしても改変が必要な場面については、外部のライターが担当した。
また、社内からはヤスの意図を理解したうえで「エンディングの後にHシーンを追加してほしい」という声も寄せられていたが、追加シーンが取ってつけたものになってしまうことに加え、蛭田のシナリオから乖離してしまうという懸念から、Hシーンの追加は行われなかった。同様の理由から、コンシューマー版の追加キャラクターも登場させなかった。原画には、初代のデザインの意図を理解したうえで現代的にアレンジできるという理由から、すめらぎ琥珀が起用された。

## 関連商品
OVA
同級生リメイク The Animation 第1巻
2022年7月29日発売。美沙と亜子がメインヒロインとして登場する。
同級生リメイク The Animation 第2巻
2024年1月26日発売。
漫画
『同級生リメイク Adult Edition』
2022年8月31日発売、ISBN 978-4-7778-2966-8。作画はやがみだい。アダルトゲーム雑誌「BugBug」に掲載された全9話に加え、よしこをヒロインとした特別編が収録されている。

## 反響
制作発表が2020年10月23日の0時に予告無しで行なわれたためもあり、同日のTwitterにて「同級生リメイク」というワードがトレンド入りしたことがまもなく報じられている。また、美少女ゲーム業界内でも発表への反響は大きく、関係のあるデバッグ会社から連絡が来ることもあったとされている。
リメイク版のキャンペーンとして、豪華版の購入者を対象としてた原作開発当時に用いられた竹井正樹による生原画を抽選で30名にプレゼントする企画が実施された。これについてプログラマ兼ライターの岩崎啓眞は原作を「ゲーム史上に燦然と輝くメルクマー〔ル〕の一つ」と高く評価したうえで、「権利元の歴史意識を疑う企画と言わざるを得ない」と苦言を呈している。一方、ヤスはこの企画への賛否を予想して制作チームと相談し、「リメイクがなければ倉庫で眠っていた物」「（ユーザーに）大事に扱ってもらえれば幸せ」という思いで実施に踏み切っており、原作スタッフにも快諾されている。
2021年4月1日には、フロッピーディスク版を19194545年12月17日に発売予定であるとの告知ページが公開されたが、当然ながらこれはエイプリルフールのネタであり、まもなくネタばらしのツイートが出された。
ヤスは2024年の「BugBug」とのインタビューの中で、オリジナル版を知っているか否かで反応が分かれ、前者からはおおむね肯定的に受け止められた一方、後者からは必ずしも手放しで喜んでもらえたわけではなく、Hシーンが乏しいという指摘を受けたと話している。また、ヤスはオリジナル版と同様にポイント・アンド・クリックのシステムを導入したこともユーザーから批判を招いたと明かしており、このシステムが本作発売当時のデジタルノベルゲームにおいてはなじみが薄く、煩わしく感じる者もいたのだろうと分析している。ヤスは次回作『同級生2リメイク』ではこれらの反省を活かしたと述べている。
本作はSteamを介して日本国外にも輸出されており、学園ものが受け入れられにくい欧米よりも、東アジア圏で人気があったとヤスは2024年の「BugBug」とのインタビューの中で話している。

### 売り上げ
本作Windows版は、その発売月の売り上げにおいて、『BugBug』の集計で1位を獲得した。

### 評価
E-ROADは本作の体験版について、イラストをうまくリメイクできたと評価すると同時に、プレイしていてタイムスリップをしたような感覚を味わったと述べており、主人公の言動は今（2021年1月時点）見ればちょっと危ない人とも受け取れると評した。
ニュースサイト「BugBug.news」は、本作の体験版について、オリジナル版への敬意が感じられたといい、イージーモードの導入で遊びやすくなったと評し、素晴らしいリメイク作品だと評価している。また、本作はブラウザでも遊べるため、「BugBug.news」によるスマートフォンを用いたレビュー記事では、マップ移動の多さからRPGのようにも見えたとする一方、全画面表示には対応していないため、メニューボタンは指で操作するのにやや小さいと指摘している。
『BugBug』2021年5月号に本作のレビューが掲載されている。レビュアーのDIEは、14人ものヒロイン全員にリアルな悩みやエピソードが設定されているという原作からの特徴を、「（1992年）当時では一枚も二枚も抜け」ていたものとしている。特に、原作当時ユーザーの人気を集めていた美沙にDIEも一目惚れしたといい、美沙の「お前と街で偶然出会って、お前の顔をじっと見て、お前と話をして、さよならをした後に……私、もうお前の顔が見たくなってる」という発言を名台詞と評している。原作の攻略性は当時の業界に大きな影響を与えたとしつつ、本作の利便性も肯定的に評価している。本作は全体として制作陣の原作への愛を感じさせるつくりであったといい、特に1992年当時ブームとなった竹井正樹の絵柄の、すめらぎ琥珀による現代風アレンジが見事であったと賞している。
ライターの神山小道は、萌えゲーアワードに寄せたレビュー記事の中で、Hシーンがヒロイン1人につき1つ程度ながらも底抜けにエロティックであり、キャストの演技も自然だったと評価している。
BugBug2022年4月号に掲載された「読者が選ぶ2021年間美少女ゲームランキング」において本作が1位を獲得した。「BugBug」2022年5月号に掲載された、かつて「萌えゲーアワード」の審査委員を務めた者たちによる座談会の中で、その一人だった「BugBug」編集長のマス大澤は、リメイク版の大ヒットはある種の原点回帰だと評している。
一般向けゲームを扱うニュースサイト「Game Watch」の今藤弘一は、オリジナル版を遊んだことのある身としては、「CSVer」においてセックスシーンがカットされたり暗転に置き換えられるところはあっさり終わった印象があって物足りないと指摘しており、コンシューマ版だから仕方がないとはいえ、テキストによる補足など、他に方法があったのではないかとしている。